# Domenico Selvo
Domenico Selvo (avagy Silvo, Silvio), (Velence, 11. század – Velence, 1087 után) volt Velence élén a harmincegyedik dózse, akinek bő tízéves uralkodása mozgalmasabbnak mutatkozott, mint elődje három évtizedes regnálása. 1071-ben a nép akaratából léphetett a köztársaság élére, de a dinamikus és akaratos VII. Gergely pápa fellépése miatt Velence háborúkba keveredett, amelynek kimenetele miatt a Domenicot trónra emelő hatalom el is űzte 1084-ben.

## Élete a trón előtt
Magas rangú családból származott, és a velenceiek körében oly nagy megbecsüléssel emlegetett gens romana közé tartozott, vagyis családja a kora középkori népvándorlás zavarainak ellenére is megőrizte hajdani római polgári eredetét. Emellett Domenico már korábban is közel került a politikához, ugyanis korábban Velence követeként III. Henrik, német-római császár udvarában élt. Hazatérve házasságot kötött VII. Mihály, bizánci császár leányával, Teodórával.

Amikor Domenico Contarini 1071-ben meghalt, már a Szent Miklós-templomban a temetésre összegyűlt tömeg közfelkiáltásra megválasztotta Domenicot dózsénak. A város nemesei nem mertek ellenkezni a nép akaratával, és ezért beleegyeztek a Selvo család fejének új hivatalába. A nép vállán vitte egészen a Szent Márk-bazilikáig, ahol a hagyományoknak megfelelően Domenico mezítláb lépett az oltár elé, hogy letegye esküjét.

## A Serenissima élén

### Egy pápa bosszúja
A Bizánc és Velence közötti kapcsolatok trónra lépésével még szorosabbra fűződtek, amely a kereskedővárosnak és a Konstantinápolyban emelt velencei kereskedőtelepnek (amely szinte gyarmatként működött) több kiváltságot is jelentett. Ennek azonban nem örült mindenki. A Rómában székelő pápa, VII. Gergely rossz szemmel nézte, hogy Itália egységét, és ezzel a nyugati kereszténység egységét is Velence megtöri. Az egyházszakadás végleg elhidegítette Konstantinápoly és Róma kapcsolatait, ezért az egyházfő a kereskedőváros politikájának ellenzője volt. 

Gergely hamarosan kiátkozta IV. Henrik császárt, aki 1077-ben ugyan sikerrel járt Canossánál, de nemsokára a császári csapatok harcba kezdtek a pápa támogatói ellen. Ekkor Gergely úgy döntött, hogy egy füst alatt megoldja a velencei problémát is, és a normannokat, szlávokat és a magyarokat egyaránt biztatta a Serenissima megtámadására.
Domenico egyik bizánci tanácsadója, Alexiosz Komnénosz úgy vélekedett, hogy nem szabad elnézni a pápa sértegetéseit, és elébe kell menni a bajnak. Ezért a dózse hadat üzent a normann hercegeknek. Az Adriai-tengeren kibontakozó vízi háborút diadallal kezdte a velencei flotta. A Durazzoi szorosban vívott csatát fölényesen nyerte a köztársaság hadereje, de 1084-ben Korfunál súlyos vereséget szenvedett a velencei sereg. A flottát a dózse gyermeke vezette, akit szintén Domenico Selvonak neveztek. A csatában kilenc nagy hadihajó süllyedt el, és közel 13 000 ember veszett oda. A normannok a túlélőket rabszolgasorba vetették vagy bebörtönözték őket Altavillában.

### Bukás és halál
1082-ben a bizánci uralkodó kibocsátott egy bullát, amelynek Velencében hajlandó volt érvényt szerezni hadi erejével és befolyásával. Ebben a bullában a keleti császárság garantálta Domenico egyenes ági leszármazottjainak a velencei trónt. Ez a rendelkezés a velenceiek körében ellenkezést váltott ki, de ezt nem merték nyíltan felvállalni. De amikor 1084-ben a dózse háborúja végzetes kudarcba fulladt az egész város fellázadt ellene. 1084-ben elűzték trónjáról, és egy kolostorba visszavonulva élte le életét.

1087-ben halt meg, földi maradványait a Szent Márk-bazilika árkádsorában helyezték örök nyugalomra.
| Előző uralkodó: Domenico Contarini | Velencei dózse 1071-1084 | Következő uralkodó: Vital Faliero de'Doni |

1. ↑  Dizionario Biografico degli Italiani (olasz nyelven), 1960